# Apsyrtos (Mediziner)
Apsyrtos war ein griechischer Tierarzt, der aus der Stadt Prusa oder Nikomedia in Bithynien stammte. Er lebte im 4. Jahrhundert n. Chr.
Apsyrtos, dessen Spezialgebiet die Pferdeheilkunde (Hippiatrie) war, nahm am Feldzug des römischen Kaisers Konstantin gegen die Sarmaten teil (332–334 n. Chr.). Seine zwei Bücher über Tierheilkunde sind nicht erhalten, werden jedoch von späteren Veterinärschriftstellern häufig zitiert. Die Schriften des Apsyrtos sind neben denen seines Zeitgenossen Hierokles (der sich auf Apsyrtos stützt) eine Hauptquelle für die Hippiatrica.